# Dalshestre
Dalshestre är en bebyggelse söder om Tolken i Äspereds socken i Borås kommun. Från 2015 till 2023 avgränsade SCB här en småort. Småorten omfattar även bebyggelsen i Hallabron strax norr om. 